# Camuy (plaats)
Camuy is een plaats (zona urbana) in het Amerikaanse unincorporated territory Puerto Rico, en valt bestuurlijk gezien onder gemeente Camuy.

## Demografie
Bij de volkstelling in 2000 werd het aantal inwoners vastgesteld op 4013.

## Geografie
Volgens het United States Census Bureau beslaat de plaats een oppervlakte van 2,4 km², geheel bestaande uit land. Camuy ligt op ongeveer 51 m boven zeeniveau.

## Plaatsen in de nabije omgeving
De onderstaande figuur toont nabijgelegen plaatsen in een straal van 56 km rond Camuy.